# Harvey Jablonsky
Harvey Julius Jablonsky (* 10. Januar 1909 in Clayton, St. Louis County, Missouri; † 4. April 1989 in San Antonio, Bexar County, Texas) war ein Generalmajor der United States Army. Er war unter anderem Kommandeur der 1. Panzerdivision. In seiner Jugend wurde er auch als Spieler im American Football bekannt.
Harvey Jablonsky war ein Sohn von Arthur T. Jablonsky (1881–1948) und dessen Frau Eugenia Ellen Reeb (1890–1976). Zwischen 1927 und 1930 studierte er an der Washington University in St. Louis und in den Jahren 1930 bis 1934 durchlief er die United States Military Academy in West Point. Nach seiner Graduation wurde er als Leutnant in das Offizierskorps des US-Heeres aufgenommen. In der Armee durchlief er anschließend alle Offiziersränge vom Leutnant bis zum Zwei Sterne-General.
Sowohl während seiner Zeit an der Universität in St. Louis als auch während seines Studiums an der Militärakademie war Jablonsky ein begeisterter und talentierter Footballspieler. Er errang sowohl mit dem Team seiner Universität als auch später mit dem Team der Militärakademie einige Erfolge. In beiden Teams brachte er es zum Spielführer. Auch nach seinem Abschluss in West Point blieb er noch einige Zeit als Spieler in deren Mannschaft, was nach den damaligen Bestimmungen erlaubt war. Anschließend wurde er Assistenztrainer der West-Point-Mannschaft. Dort verblieb er bis zum Jahr 1942. Im Jahr 1978 wurde Jablonsky in die College Football Hall of Fame aufgenommen.
Während des Zweiten Weltkriegs war er zunächst Stabsoffizier beim 515th Parachute Infantry Regiment, einer Fallschirmspringereinheit. Sein Regiment war der 13. Luftlandedivision unterstellt. Anfang Januar 1945 erhielt Jablosnky das Kommando über das 515. Regiment, das zwar in Frankreich gelandet war aber nicht zum Fronteinsatz kam. Eine vorgesehene Verlegung seines Regiments auf den asiatischen Kriegsschauplatz kam wegen des dortigen Waffenstillstands bzw. der japanischen Kapitulation nicht mehr zum Tragen. Anfang 1946 wurde sein Regiment aufgelöst.
Anschließend war er für zwei Jahre erneut Assistenztrainer des Footballteams der Militärakademie in West Point. In den Jahren 1948 bis 1950 kommandierte er das 187. Infanterieregiment. Im Jahr 1952 absolvierte er das United States Army War College. Anschließend gehörte er dem Joint Airborne Troop Board an. Im März 1963 erhielt er das Kommando über die 1. Panzerdivision. Da Einheiten der Division auch im Vietnamkrieg eingesetzt waren, war Jablonsky in jener Zeit auch dort vor Ort. Er behielt sein Kommando über die 1. Panzerdivision bis Mai 1965. Anschließend wurde er in den Iran versetzt, wo er zwischen 1965 und 1968 als Leiter der dortigen amerikanischen Militärberater tätig war. Danach ging er in den Ruhestand.
Nach seiner Pensionierung war Jablonsky für die Rüstungsindustrie tätig. Unter anderem war er Vizepräsident der Firma Northrop Corporation. Er starb am 4. April 1989 in San Antonio und wurde auf dem amerikanischen Nationalfriedhof Arlington beigesetzt.

## Orden und Auszeichnungen
Harvey Jablonsky erhielt im Lauf seiner militärischen Laufbahn unter anderem die Army Distinguished Service Medal und den Orden Legion of Merit verliehen.